# اندیس دولومیت کاوند
دولومیت کاوند یک اندیس غیرفلزی است که در حوالی شهر اردل استان چهارمحال و بختیاری قرار دارد و مادهٔ معدنی موجود در آن، دولومیت است.سنگ میزبان این اندیس دولومیت است و دیرینگی آن به دوران ائوسن می‌رسد. در این اندیس، پاراژنز‌های آهک یافت می‌شوند.